# Mermessus subantillanus
Mermessus subantillanus är en spindelart som först beskrevs av Alfred Frank Millidge 1987.  Mermessus subantillanus ingår i släktet Mermessus och familjen täckvävarspindlar.
Artens utbredningsområde är Guadeloupe. Inga underarter finns listade i Catalogue of Life.